# Ala Chebbi
Pour les articles homonymes, voir Chebbi.
Ala Chebbi (arabe : علاء الشابي) est un animateur de télévision tunisien.

## Biographie
Il commence sa carrière audiovisuelle en 1994, sur la chaîne publique Canal 21, avec l'émission Al Khoutwa Al Oula (La Première marche), une Nouvelle Star à la tunisienne.
Il est pendant longtemps l'un des animateurs vedettes de la chaîne Hannibal TV, avec des émissions phares telles que Hadha Ana et Al Mousameh Karim. Il quitte la chaîne en 2008 pour laisser son frère présenter la même émission.
Il rejoint alors la société de production Cactus Prod de Sami Fehri. Il fait son retour sur la chaîne publique Tunisie 7 ; il y anime chaque mercredi une émission produite par Cactus Prod : Andi Mankolek, la version tunisienne de l'émission Y'a que la vérité qui compte, un concept très similaire à Al Mousameh Karim ; celle-ci est ensuite diffusée sur Ettounsiya TV.
Il apparaît dans la série Casting en interprétant son propre rôle.
Le 5 juin 2020, il annonce qu'il souffre d'une « maladie silencieuse ».

## Controverses
Ala Chebbi est connu pour ses positions conservatrices dans les émissions sociétales qu'il présente à la télévision ou à la radio, où il est accusé de misogynie et d'homophobie.

## Filmographie

### Présentation d'émissions télévisées
- 1994 : Al Khoutwa Al Oula sur Canal 21
- 1998 : Samedi après-midi
- 2009-2019 : Andi Mankolek sur Tunis 7 (2009-2011), Ettounsiya TV (2012-2014), El Hiwar El Tounsi (2015-2018) et Attessia TV (2018-2021)
- 2011 : Hiwar Khass sur Ettounsiya TV
- 2012 : Klem Ennes sur Ettounsiya TV
- 2012-2018 : Al Mousameh Karim sur Hannibal TV
- 2014 : Andi Ma Nghanilek sur Ettounsiya TV
- 2017 : Ma Binetna sur Attessia TV
- 2018-2019 : Maa Alaa sur El Hiwar El Tounsi
- 2019 :
  - Omour Jedia sur El Hiwar El Tounsi
  - Fekret Sami Fehri sur El Hiwar El Tounsi (remplacement du présentateur pendant une période)
- 2020 : Ana w Yosr
- 2021 : Le Cirque sur Attessia TV
- 2022 : Chkounou Hédha sur Attessia TV

### Apparitions télévisées
- 1997 : El Khottab Al Bab (invité d'honneur des épisodes 1 et 2 de la saison 2) de Slaheddine Essid, Ali Louati et Moncef Baldi : Walid
- 2010 : Casting de Sami Fehri et Rafika Boujday : Ala Chebbi
- 2012 : Le Crocodile sur Ettounsiya TV : invité de l'épisode 1
- 2017 : Dimanche tout est permis avec Nidhal Saadi (ar)
- 2018 : Fekret Sami Fehri : invité de la saison 1

## Radio
- 2017-2019 : Serrek Fi Bir sur Mosaïque FM